# Synopeas crassiceps
Synopeas crassiceps är en stekelart som beskrevs av Peter Neerup Buhl 1997. Synopeas crassiceps ingår i släktet Synopeas och familjen gallmyggesteklar. Inga underarter finns listade i Catalogue of Life.